# Txicões
Os txicões foram um grupo indígena que habitava o estado brasileiro do Mato Grosso, mais precisamente no centro do Parque Indígena do Xingu.
Os txicões eram uma tribo guerreira de Mato Grosso e foram contatados por Orlando Villas-Bôas e Cláudio Villas-Bôas em uma missão na década de 1960. Os txicões se mantinham em conflitos contínuos com tribos vizinhas, mas no início dos anos 1960, várias doenças antes desconhecidas anteciparam-se ao avanço da fronteira, aumentando a necessidade imperativa das tribos de raptar mulheres e crianças das aldeias rivais para repovoar suas fileiras, as invasões eram seguidas por vinganças sangrentas. Os irmãos Villas-Bôas tentaram contatar os txicões anos antes, quando souberam por informantes nativos que inimigos da tribo planejavam um ataque maciço contra sua aldeia. Os txicões sobreviveram ao ataque, mas agora estavam morrendo devido a doenças.